# Comté de Washington (Arkansas)
Pour les articles homonymes, voir Comté de Washington.
Le comté de Washington est un comté de l'État de l'Arkansas, aux États-Unis. Lors du recensement de 2010, il comptait 203 065 habitants. Son siège est Fayetteville.

## Démographie
| 1830  | 1840  | 1850  | 1860   | 1870   | 1880   |
| ----- | ----- | ----- | ------ | ------ | ------ |
| 2 182 | 7 148 | 9 970 | 14 673 | 17 266 | 23 844 |

| 1890   | 1900   | 1910   | 1920   | 1930   | 1940   |
| ------ | ------ | ------ | ------ | ------ | ------ |
| 32 024 | 34 256 | 33 889 | 35 468 | 39 255 | 41 114 |

| 1950   | 1960   | 1970   | 1980    | 1990    | 2000    |
| ------ | ------ | ------ | ------- | ------- | ------- |
| 49 979 | 55 797 | 77 370 | 100 494 | 113 409 | 157 715 |

| 2010    | - | - | - | - | - |
| ------- | - | - | - | - | - |
| 203 065 | - | - | - | - | - |